# SAT2
SAT2 (англ. Spermidine/spermine N1-acetyltransferase family member 2) – білок, який кодується однойменним геном, розташованим у людей на короткому плечі 17-ї хромосоми. Довжина поліпептидного ланцюга білка становить 170 амінокислот, а молекулярна маса — 19 155.
| 10         |  | 20         |  | 30         |  | 40         |  | 50         |
| ---------- |  | ---------- |  | ---------- |  | ---------- |  | ---------- |
| MASVRIREAK |  | EGDCGDILRL |  | IRELAEFEKL |  | SDQVKISEEA |  | LRADGFGDNP |
| FYHCLVAEIL |  | PAPGKLLGPC |  | VVGYGIYYFI |  | YSTWKGRTIY |  | LEDIYVMPEY |
| RGQGIGSKII |  | KKVAEVALDK |  | GCSQFRLAVL |  | DWNQRAMDLY |  | KALGAQDLTE |
| AEGWHFFCFQ |  | GEATRKLAGK |  |            |  |            |  |            |

A: Аланін

C: Цистеїн

D: Аспарагінова кислота

E: Глутамінова кислота

F: Фенілаланін

G: Гліцин

H: Гістидин

I: Ізолейцин

K: Лізин

L: Лейцин

M: Метіонін

N: Аспарагін

P: Пролін

Q: Глутамін

R: Аргінін

S: Серин

T: Треонін

V: Валін

W: Триптофан

Кодований геном білок за функціями належить до трансфераз, ацилтрансфераз. 
Задіяний у такому біологічному процесі, як ацетилювання. 
Локалізований у цитоплазмі.